# Serrières, Saône-et-Loire
Serrières är en kommun i departementet Saône-et-Loire i regionen Bourgogne-Franche-Comté i östra Frankrike. Kommunen ligger i kantonen Tramayes som tillhör arrondissementet Mâcon. År 2022 hade Serrières 290 invånare.

## Befolkningsutveckling
Antalet invånare i kommunen Serrières
| Referens: INSEE |